# Zombie-idee
Een zombie-idee is een idee dat na grondige analyse en lange ervaring als onzin kan beschouwd worden en dus dood zou moeten zijn – maar toch steeds opnieuw opduikt, net zoals in films zombies dat doen.

## Voorbeelden
Voorbeelden van zombie-ideeën zijn 'de aarde die plat is', astrologie en de mogelijkheid om een perpetuum mobile te bouwen.

## Oorsprong
Nobelprijslaureaat Paul Krugman zegt de term 'zombie-idee' de eerste maal gelezen te hebben in de context van gezondheidszorg (zie het artikel The ultimate Zombie Idea in de New York Times), en meer bepaald in verband met het geloof in alternatieve geneesmiddelen waarbij mensen blijven geloven in de kracht hiervan waar onderzoek allang heeft uitgewezen dat ze geen werking hebben.
De term 'zombie-idee' werd echter vooral populair door het boek Zombie Economics: How Dead Ideas Still Walk among Us van de Australische econoom John Quiggin, waarin deze beschrijft hoe de kwalijke praktijken die geleid hadden tot de grote bankencrisis van 2008, toch weer opnieuw opduiken.

## Impact
Ideeën die blijven voortleven, ondanks het feit dat ze als onzin beschouwd moeten worden, komen blijkbaar in heel verscheiden disciplines voor. Door de grote herkenbaarheid is het begrip 'zombie-idee' populair geworden in allerlei blogs en opiniestukken. Naast de term 'zombie-idee' zijn er gelijkaardige termen opgedoken zoals zombie-economie en spreekt men ook van zombiepolitiek, zie de externe links voor voorbeelden hiervan.